# 제이 아코본

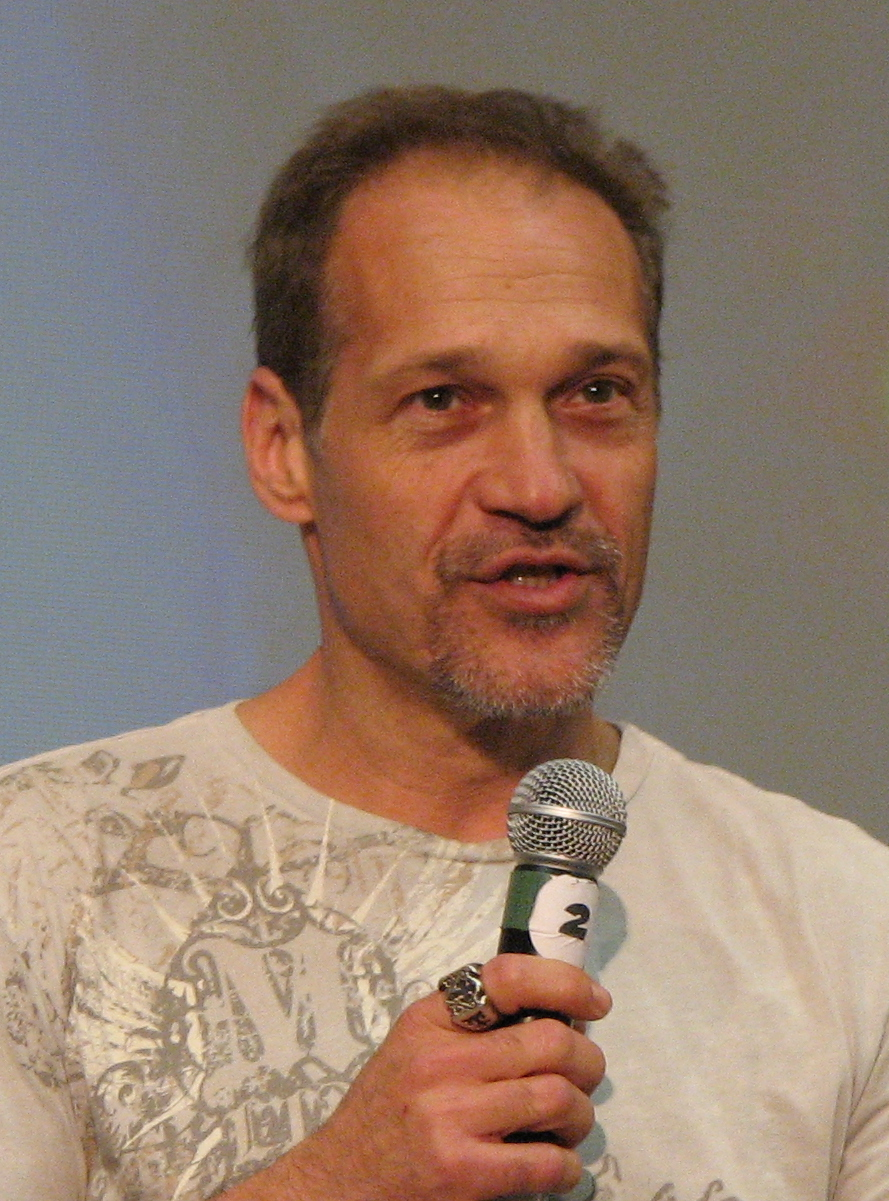

제이 애커본(Jay Acovone, 1955년 8월 20일 ~ )은 미국의 배우이다.

## 출연 작품
- 인에일리어너블 (2008년)
- 트레이시 타운센드 (2007년)
- 힐즈 아이즈 2 (2007년)
- 월드 트레이드 센터 (2006년)
- 몹스터스 앤 모먼스 (2005년)
- S.W.A.T. 특수기동대 (2003년)
- 터미네이터 3 - 라이즈 오브 더 머신 (2003년)
- 레드 슈 다이어리 15: 포비든 존 (2002년) - 고초 역
- 크로커다일 던디 3 (2001년)
- 디 아마티 걸스 (2000년)
- 투명 인간 (2000년)
- 캐스트 어웨이 (2000년)
- 룩킨 이탈리안 (1998년)
- 온 더 라인 (1998년)
- 아퍼짓 코너스 (1997년)
- 피스메이커 (1997년)
- 스타게이트 - 시리즈 (1997년)
- 린드버그 유괴사건 (1996년)
- 크래쉬 다이브 (1996년)
- 타임 언더 파이어 (1996년)
- 크로스컷 (1996, Crosscut)
- 폭스파이어 (1996년)
- 인디펜던스 데이 (1996년)
- 더 매지션 (1993년)
- 범죄자 대 범죄자 (1993년)
- F학점의 챔피언 (1993년)
- 로 앤 크라임 (1993년)
- 닥터 모드리드 (1992년)
- 함정 탈출 (1992년)
- 나일스 (1992년)
- 위험한 동침 (1992년)
- 레니게이드 (1992년)
- 계부 3 (1992년)
- 살인 표적 (1991년)
- 복수무정 2 (1991년)
- 비정의 인조인간 (1987년)
- 미녀와 야수 (1987년)
- 브레이브 (1986년)
- 타임 스퀘어 (1980년)
- 광란자 (1980년) - 스킵 리아 역

### 텔레비전
- 애즈 더 월드 턴즈 (1956년)
- 프렌즈 (1994년)